# Гідрогеологічна свердловина
Гідрогеологі́чна свердлови́на (рос. гидрогеологическая скважина, англ. ground-water well, hydrogeologic well; нім. hydrogeologische Bohrung f) — спеціальна свердловина, яка використовується для визначення фільтрац. властивостей гірських порід, спостережень за режимом підземних вод, проведення геофізичних досліджень. 
Розрізняють довершені Г.с., пройдені через всю товщу водоносного пласта (приплив води з всієї водної товщі), і недовершені, вибій яких не доведений до підошви водоносного горизонту. 
Глибина Г.с. коливається від декількох м до 1000 м і більше. Після гідрогеологічних досліджень Г.с. ліквідують шляхом тампонування або передають гірничодобувним підприємствам для продовження гідрорежимних спостережень у період експлуатації родовища.